# Frederik Due (fodboldspiller)
Frederik Due (født 18. juli 1992) er en dansk professionel fodboldspiller.

## Karriere
Den 17. juni 2016 blev det offentliggjort, at Frederik Due skiftede til Randers FC, hvor han skrev under på en treårig aftale.
I jagten på mere spilletid forlod Due i midten af januar 2019 Randers FC. Det forlød samtidig, at han havde skrevet under på en kontrakt med en unavngiven udenlandsk klub. Han opnåede samlet set 12 kampe i Randers FC.